# بخش پالمیرا (شهرستان پورتاژ، اوهایو)
بخش پالمیرا (به انگلیسی: Palmyra Township) یک منطقهٔ مسکونی در ایالات متحده آمریکا است که در شهرستان پورتیج، اوهایو واقع شده‌است.
 بخش پالمیرا ۶۶٫۴ کیلومتر مربع مساحت و ۲٬۷۸۵ نفر جمعیت دارد و ۳۱۷ متر بالاتر از سطح دریا واقع شده‌است.